# Ewald von Demandowsky

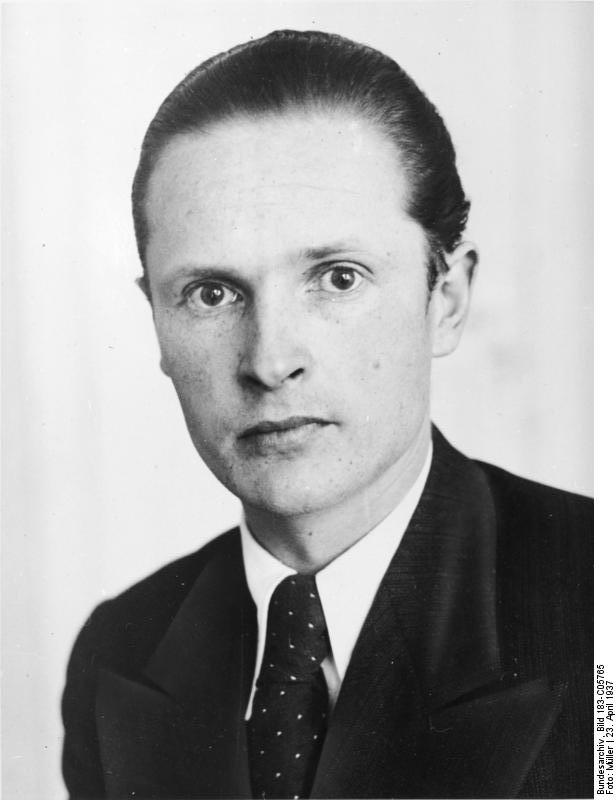
Ewald von Demandowsky (1937)

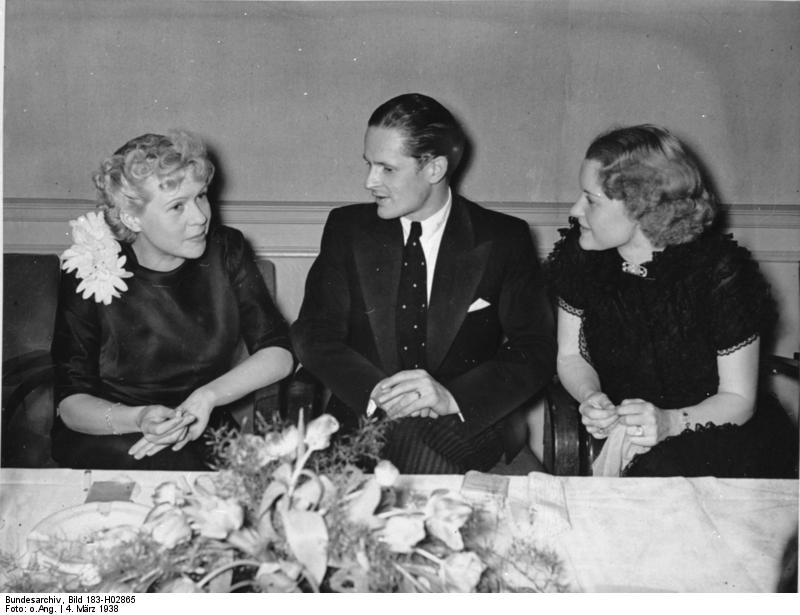
Kameradschaftsabend anlässlich der Tagung der Reichsfilmkammer in der Kameradschaft der Deutschen Künstler in Berlin am 4. März 1938; v.l. Fita Benkhoff, Ewald von Demandowsky und Hilde Krüger, Aufnahme aus dem Bundesarchiv

Ewald von Demandowsky (* 21. Oktober 1906 in Berlin; † 7. Oktober 1946 ebenda) war deutscher Reichsfilmdramaturg und Produktionschef der Tobis zur Zeit des Nationalsozialismus.

## Leben
Demandowsky war der Sohn von Axel Delmar und studierte an einer Hochschule, machte eine Banklehre und betätigte sich als Schriftsteller. Von 1924 bis 1932 übernahmen er Nebenrollen an Theatern und war danach als Sekretär beim Berliner Brunnen-Verlag tätig. Bereits zum 1. Mai 1931 trat Demandowsky der NSDAP bei, verließ sie aber zum April 1932 wieder. Ab Juni 1933 machte er Karriere als kulturpolitischer Redakteur beim Völkischen Beobachter.

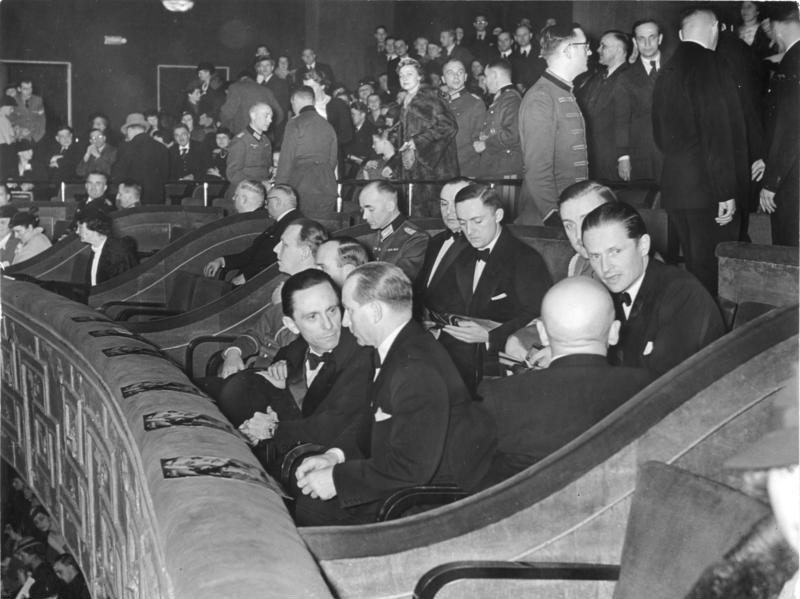
Demandowsky (hinten rechts) mit Goebbels (vorn) bei einer Filmpremiere

Zum 1. Mai 1937 trat Demandowsky erneut der NSDAP bei (Mitgliedsnummer 5.849.603), er wurde im selben Jahr Reichsfilmdramaturg und 1939 Produktionschef der Filmfirma Tobis. Er zählt neben Fritz Hippler zu den wichtigsten Filmfunktionären im totalitären Deutschland nach 1933. Beide machten schnell Karriere unter dem Propagandaminister Joseph Goebbels und galten als dessen Günstlinge und Vertraute. Wiederholt nahm er an wichtigen Sitzungen und Filmpremieren teil. Demandowsky war unter anderem Produzent des antibritischen NS-Propagandafilms Ohm Krüger und des Euthanasiepropagandafilms Ich klage an. Er war Verfechter einer sehr viel engeren Kontrolle der Filmproduktionsfirma Ufa, die seiner Meinung nach nicht nach dem „Führerprinzip“ geführt wurde.
Er heiratete 1940 die Schauspielerin Lena Norman und bekam mit ihr eine Tochter und einen Sohn, die in den letzten Kriegsjahren nach Süddeutschland evakuiert wurden. Das Ehepaar hatte sich bereits auseinandergelebt, als es 1944 zu einer Liebesbeziehung zwischen ihm und der damals 18-jährigen Schauspielerin Hildegard Knef kam. Im April 1945 zum Volkssturm eingezogen, wurden Demandowsky und Knef im Mai 1945 von polnischen Milizen gefangen genommen und Demandowsky den Russen überstellt. Am 25. August 1945 aus russischer Lagerhaft entlassen, kehrte er nach Berlin zurück.
Am 7. November 1945 wurde er von der US-amerikanischen Militärpolizei verhaftet und im Februar 1946 aus unbekannten Gründen der sowjetischen Militäradministration übergeben. Von dem sowjetischen Militärtribunal in Berlin-Lichtenberg wurde er am 6. Juli 1946 zum Tod verurteilt und am 7. Oktober 1946 erschossen. (Urteil gemäß Artikel 58-2 StGB der RSFSR des Militärtribunals der Garnison des sowjetischen Sektors von Berlin). Im April 2005 wurde Demandowsky von der Generalstaatsanwaltschaft der Russischen Föderation (Militärhauptstaatsanwaltschaft) gemäß Artikel 3 Buchstabe a des Gesetzes der Russischen Föderation Über die Rehabilitierung der Opfer politischer Verfolgungen vom 18. Oktober 1991 rehabilitiert – das Urteil sei zu Unrecht ergangen.

## Werke
- Seine Majestät der Kindskopf. Eine Komödie in 3 Akten frei nach Axel Delmar, 1935
- Feine Leute. Eine Spekulantenkomödie in 3 Akten frei nach Axel Delmar, 1935
- Revolution bei Busse, Bühnenstück, 1936
- Busse & Sohn, Bühnenstück, 1941

## Film
- Knef – die frühen Jahre. Dokumentarfilm, Deutschland, 2005, 59:14 Min., Buch und Regie: Felix Moeller, Produktion: N.E.F., Tagore Films, WDR, rbb, Avro, Erstsendung: 25. November 2005 bei West 3, Inhaltsangabe von ARD, Filmdaten von filmportal.de, u. a. mit Volker Schlöndorff, Thomas Harlan, Jürgen Trimborn, Alexander von Demandowsky und Knefs Ehemännern Kurt Hirsch, David Cameron, Paul von Schell.